# Francus

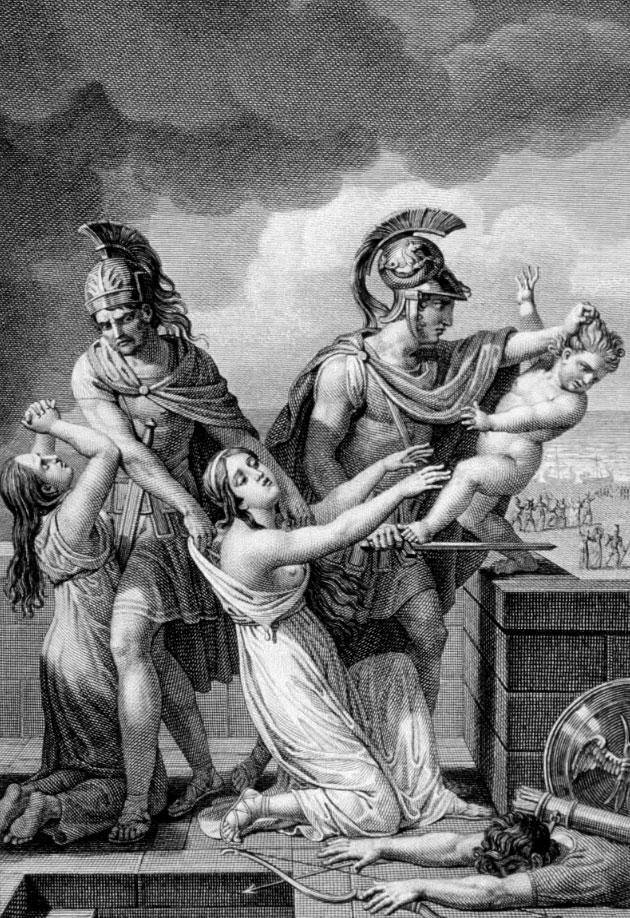
Laut griechischer Mythologie wurde Hektors Sohn Astyanax beim Fall Trojas getötet. Die Fredegar-Chronik behauptete, er habe unter dem Namen Francus überlebt.

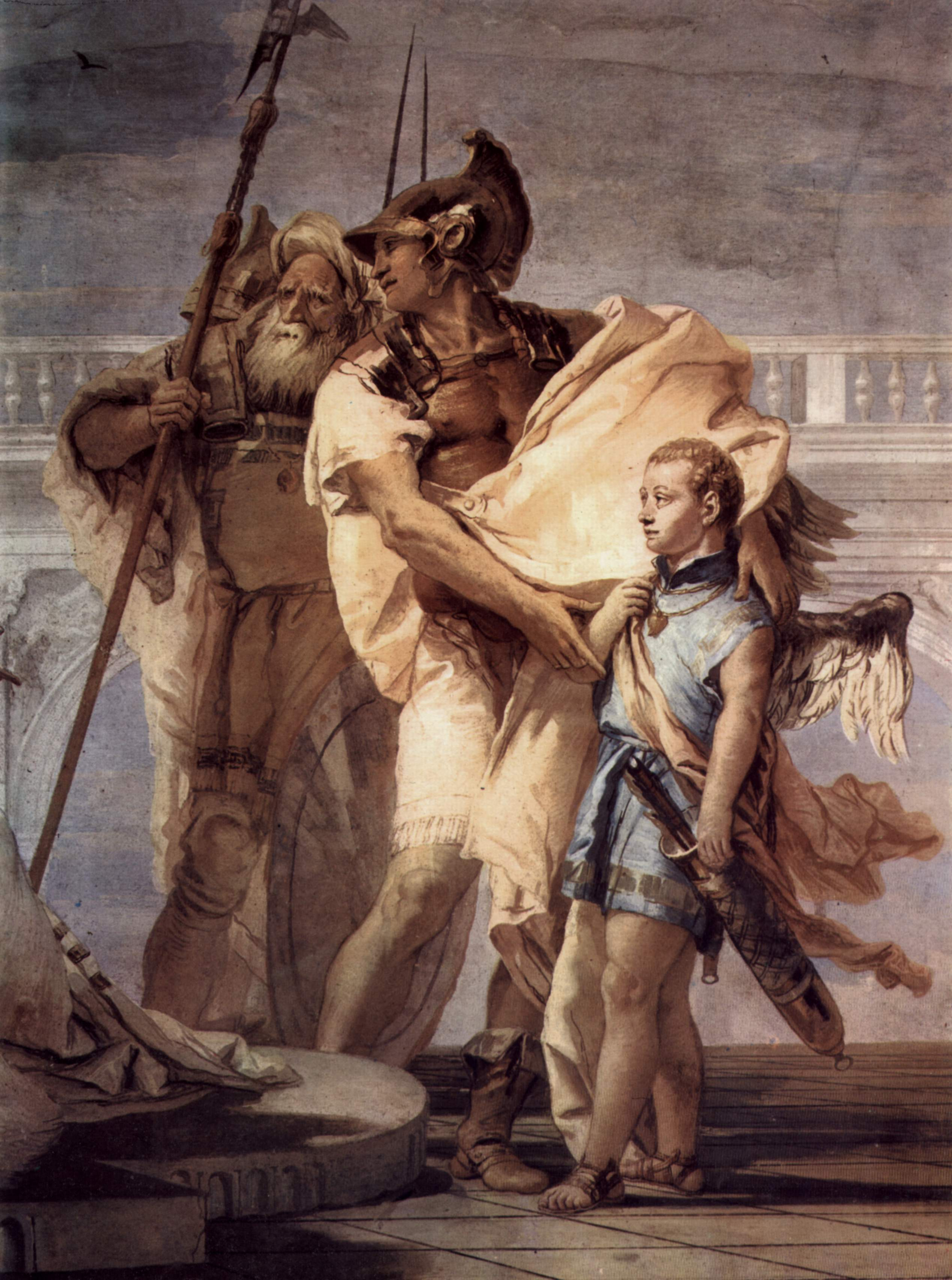
In Aeneas’ Sohn Ascanius sah Astyanax’ Mutter Andromache das „Ebenbild“ ihres erschlagenen Sohnes

Francus (französisch: Francion) ist der erst im Mittelalter zur antiken griechischen Überlieferung erfundene Sohn des trojanischen Helden Hektor und sagenhafter Stammvater der Franken und Franzosen bzw. der fränkischen und französischen Könige.

## Mythische und literarische Väter
In der antiken griechischen und römischen Mythologie hatten Hektor und seine Frau Andromache nur einen Sohn namens Astyanax (Beiname Skamandrios), der beim Fall Trojas getötet wurde. Das Ende des Astyanax erwähnt Homer in seiner Ilias bis zum Ende des 24. (letzten) Gesangs nicht, sein Tod wird aber in Euripides’ Tragödie Die Troerinnen beschrieben. Nach einer späteren Überlieferung wurde Astyanax von Griechen gefangen genommen, dann aber freigelassen und zum König über ein neuaufgebautes Troja gemacht. Als ein neues Troja bezeichnete Vergils Aeneis hingegen die von Helenos und Hektors Witwe Andromache beherrschte Stadt Buthrotum (in Epiros); bei Aeneas’ Besuch sieht die (über Astyanax’ Tod betrübte) Andromache in Aeneas Sohn Ascanius das „Ebenbild“ ihres verlorenen Sohnes (III, 490). Helenos und Andromache bekamen einen Sohn namens Kestrinos, der Stammvater des epirotischen Stammes der Kestrinoi.
Erstmals taucht Francus als Cousin oder Bruder des Aeneas in der frühmittelalterlichen Chronik des Fredegar um 660 auf. Unabhängig davon wurde Francus kurz darauf auch in der Liber Historiae Francorum im Zusammenhang mit der Legende von der trojanischen Abstammung der Franken erwähnt, die später auch in die hochmittelalterlichen Grandes Chroniques de France Eingang fand. Francus war demnach mit Aeneas’ Hilfe aus Troja entkommen und zu den sicambrischen Franken an die Donau gelangt.
Ausführlich beschrieb der Wallone Jean Lemaire de Belges (1513) die Abenteuer des Francus in seinen Illustrations de Gaule et Singularité de Troie. Kurz darauf schilderte auch Johannes Trithemius in De origine gentis Francorum compendium (1514) die Franken als Trojaner. Lemaire zufolge hatte Hektor entweder zwei Söhne (Astyanax und Francus) oder Astyanax nannte sich später Francus, ließ sich am Rhein (Xanten) bzw. in Gallien nieder und gründete an der Seine die Stadt Troyes bzw. benannte Lutetia zum Andenken an Paris.

## La Franciade
Vor allem Lemaire folgend, verfasste Pierre de Ronsard ein Buch über die Abenteuer des trojanischen Prinzen. Das von Ronsard seinem König Karl IX. gewidmete Werk sollte ebenso wie die Ilias und die Aeneis 24 Gesänge umfassen. Wie einst Fregards Anliegen so war es auch Ronsards, mit einem der Ilias und der Aenis ebenbürtigen Werk einen, dem Mythos von der trojanischen Abstammung der Römer bzw. Italiener ebenbürtigen Abstammungsmythos für die Franzosen zu erschaffen. Nachdem der Portugiese Luís de Camões seine Lusiaden veröffentlicht hatte, gab Ronsard noch im gleichen Jahr (1572) eilig die schon fertigen ersten vier Gesänge als La Franciade heraus, doch vollendete er sein Werk nach der Bartholomäusnacht (1572) und Karls Tod (1574) nicht mehr. Amadis Jamyn fasste später den von Ronsard beabsichtigten Inhalt der restlichen 20 Gesänge kurz zusammen.

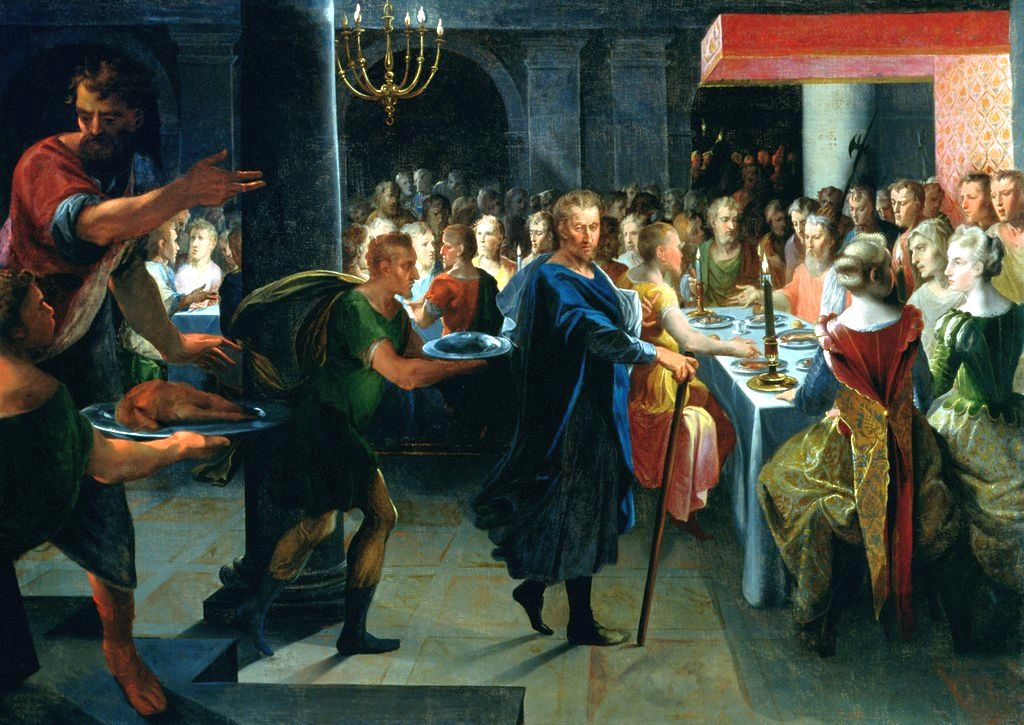
Dicé lädt Francus an seine Tafel zu seinen Töchtern Hyanthe und Clymene (zeitgenössische Franciade-Illustration von Toussaint Dubreuil aus dem 16. Jahrhundert)

- Erster Gesang: Die Götter beschließen, Francus zu retten und nach Gallien zu schicken. Merkur überbringt Francus’ Onkel und Pflegevater Helenos den göttlichen Beschluss. Der Rest des Gesangs beschreibt die Vorbereitung der Reise.
- Zweiter Gesang: Neptun und Juno verschwören sich gegen den göttlichen Plan, die Flotte erleidet daraufhin Schiffbruch. Nur sechs Schiffe entkommen dem von ihnen verursachten Sturm und landen und an der provencialischen Küste. Der einheimische König Dicée (auch Dicé, vermutlich ein Abkömmling der Dike) gewährt den Schiffbrüchigen Schutz. Francus befreit zum Dank Dicés Königreich von einem Riesen, woraufhin ihm Dicé seine Tochter Hyanthe (Hyante, Hyacinthe) zur Frau gibt (nach anderen Darstellungen hieß der gallische König Remus, während Hyanthes Vater Dicé der König von Kreta war, wohin Francus von Troja aus geflüchtet war).
- Dritter Gesang: Auch Dicés andere Tochter, Clymene (Climène), ist in Liebe und Leidenschaft für Francus entbrannt. Als er sie zurückweist, stürzt sie sich ins Meer.
- Vierter Gesang: Hyanthe, eine Seherin, zeigt ihm seine Nachfolger Pharamond und Merowech als Merowinger-Könige. Schließlich wird der Karolinger Karl Martell gepriesen.

## Alternative Lesart
Die Franciade war der Höhepunkt der Francus-Legende und leitete ihren Niedergang ein. Anders als der Lusus aus Camoes’ Lusiaden bei den Portugiesen taugte Francus nicht zum Stammvater der Nation. Nicht nur, dass die Franciade unvollendet blieb, sie galt auch schon zu Lebzeiten Ronsards als eines seiner schwächsten Werke. Seit Frankreichs Niederlage in den Italienischen Kriegen (1559) ließ das Interesse der französischen Könige an einer gleichrangigen Abstammung mit Römern und Italienern nach; die um 1560 von Étienne Pasquier postulierte Abstammung der Franzosen von den vorrömischen Galliern wurde rasch populärer.
Einer späteren Lesart nach waren Hektor und sein Sohn Francus keine Trojaner, sondern gallische Abkömmlinge früherer trojanischer Auswanderer. Hektor war demnach Befehlshaber eines Kontingents gallischer Hilfstruppen, die König Bavo (Bauo) von Gallia Belgica seinem von den Griechen bedrängten Cousin Priamos zur Unterstützung schickte. Nachdem Hektor im Kampf um Troja gefallen war, kehrte Francus zusammen mit trojanischen Flüchtlingen nach Gallien zurück und heiratete die Tochter des gallischen Königs Remus.